# O Levante das Saias
O Levante das Saias é um longa-metragem brasileiro de aproximadamente 80 minutos gravado no ano de 1967, de autoria de Waldir de Luna Carneiro, escritor natal de Alfenas, Minas Gerais, onde foi rodado o filme. É um filme pouco conhecido, não tendo obtido muito sucesso no Brasil, mas um dos únicos filmes gravados em Alfenas. Para a apresentação do elenco e da equipe da produção, é passado uma curta de animação, que foi desenhado pelo animador Anélio Latini Filho, contando um pouco da história do filme.

## Sinopse
"O prefeito de Palha Verde e dois vereadores perseguem o filho (Renato) de uma viúva por quem os três foram apaixonados. Como a viúva os repeliu, eles agora se vingam. Mas as moças da cidade, lideradas por Toninha, filha do prefeito, promovem um levante. O prefeito é derrotado e Renato nomeado diretor da fábrica de rayon da cidade. Resultado: a população vira casaca para o lado do próspero rapaz."

## Elenco
Identidades/elenco:
- Villon, André (Prefeito)
- Dahl, Maria Lúcia (Toninha)
- Marzullo, Dinorah (Gabriela)
- Arena, Rodolfo
- Nicola, Nick (Vereadores)
- Montese, Valéria
- Britto, Aldo (Engenheiro)
- Mattesco, Oswaldo
- Paula, Silvia
- Barbosa, Ruy

Apresentando:
- Matesco, Walter (Renato Resende)

Participação especial:
- Maldonado, Rosângela
- População de Alfenas - MG

## Música-tema
A música-tema do filme, "Eu sou assim", é de autoria de Usai, Remo e Tônia e foi cantada por Adriana.

## Certificados
Censura Federal 33979 entre 08.12.1967 e 08.01.1968, proibido para menores de 10 anos. Censura Federal 35297 entre 08.12.1967 e 25.01.1968, trailer.